# Força Expedicionária Brasileira
A Força Expedicionária Brasileira (FEB), apelidada de Cobras Fumantes, foi uma divisão militar do Exército e da Força Aérea Brasileira que lutou como parte das Forças Aliadas no Teatro Mediterrâneo da Segunda Guerra Mundial. Contava com cerca de 25,9 mil homens, incluindo uma divisão de infantaria completa, esquadrilha de ligação e esquadrão de caças.
Colocadas sob o comando dos Estados Unidos, as tropas brasileiras lutaram principalmente na libertação da Itália de setembro de 1944 a maio de 1945, enquanto a Marinha e a Força Aérea participaram da Batalha do Atlântico de meados de 1942 até o final da guerra. A FEB operou principalmente em nível de pelotão, presenciando combates pesados na árdua Linha Gótica e durante a ofensiva final de 1945. Ao final da guerra, foram feitos 20.573 prisioneiros do Eixo, incluindo dois generais e cerca de 900 oficiais. A divisão perdeu 948 homens mortos em combate em todas as três forças.
O Brasil da Era Vargas foi o único país sul-americano independente a enviar tropas de combate ao exterior durante a Segunda Guerra Mundial. Conhecida por sua tenacidade e bravura, a FEB era bem vista tanto por aliados quanto por adversários; serviu com distinção em diversas batalhas, principalmente em Collecchio, Camaiore, Monte Prano e Vale do Serchio. A Marinha e a Força Aérea do Brasil desempenharam papeis importantes na proteção da navegação aliada e na paralisação do poder marítimo do Eixo, infligindo perdas desproporcionalmente elevadas às munições, suprimentos e infraestrutura inimigas.

## Contexto histórico
Em 1939, com o início da Segunda Guerra Mundial, o Brasil manteve-se neutro, numa continuação da política do presidente Getúlio Vargas de não se definir por nenhuma das grandes potências, somente tentando se aproveitar das vantagens oferecidas por elas. Tal "pragmatismo" foi interrompido no início de 1942, quando os Estados Unidos e o governo brasileiro acertaram a cessão de bases aéreas na ilha de Fernando de Noronha e ao longo da costa norte-nordeste brasileira para o recebimento de bases militares americanas (caso as negociações não tivessem efetuado resultado, com Vargas e os militares insistindo em manter a neutralidade, os EUA tinham planos para invadir o nordeste brasileiro, com o codinome Plan Rubber).
A partir de janeiro do mesmo ano começa uma série de torpedeamentos de navios mercantes brasileiros por submarinos ítalo-alemães na costa litorânea brasileira, numa ofensiva idealizada pelo próprio Adolf Hitler, que visava isolar o Reino Unido, impedindo-o de receber os suprimentos (equipamentos, armas e matéria-prima) exportados do continente americano (como consta nos diários de Goebbels e nas memórias do almirante Donitz). Considerados vitais para o esforço de guerra dos Aliados, estes suprimentos a partir de 1942 via Atlântico norte, se destinavam também à então União Soviética.
Tinha também por objetivo a ofensiva submarina do Eixo em águas brasileiras intimidar o governo do Brasil a se manter na neutralidade, ao mesmo tempo que seus agentes no país e simpatizantes fascistas brasileiros, pejorativamente denominados pela população pela alcunha de Quinta coluna, espalhavam boatos que os afundamentos de navios mercantes seriam obra dos anglo-americanos interessados em que o país entrasse no conflito do lado Aliado.
No entanto, a opinião pública não se deixou confundir. Comovida pelas mortes de civis e instigada também pelos pronunciamentos provocativos e arrogantes, emitidos pela Rádio de Berlim, passou a exigir que o Brasil reconhecesse o estado de beligerância com os países do Eixo. O que só foi oficializado no final de agosto do mesmo ano, quando foi declarada guerra à Alemanha nazista e à Itália fascista. Após a declaração de guerra, diante da contínua passividade do então governo, a mesma opinião pública passa a se mobilizar para o envio à Europa de uma força expedicionária como contribuição à derrota do fascismo. É notória a mobilização do Partido Comunista Brasileiro e da União da Juventude Comunista para a inserção do Brasil na guerra, tendo orientado seus militantes a priorizarem a luta antifascista e apresentar-se como voluntários após a realização do VII congresso da Internacional Comunista e da Conferência da Mantiqueira. Posteriormente organizaram-se células comunistas na FEB, que contava com a participação de dois dirigentes nacionais do PCB (Salomão Malina e Jacob Gorender) e lutaram tanto na Guerra Civil Espanhola quanto na Resistência Francesa.
Porém, por diversas razões de ordem política e operacional (internas e com o governo americano), somente quase dois anos depois em 2 de julho de 1944, teve início o transporte rumo ao front do primeiro contingente da Força Expedicionária Brasileira, sob o comando do general Zenóbio da Costa. O General João Batista Mascarenhas de Morais assumiria oficial e posteriormente o comando da FEB, quando esta já estivesse em sua formação completa. As primeiras semanas foram ocupadas se aclimatando ao local, assim como recebendo o mínimo equipamento e treinamento necessário, sob a supervisão do comando americano, ao qual a FEB estava subordinada, já que a preparação no Brasil demonstrou ser deficiente, apesar dos quase 2 anos de intervalo entre a declaração de guerra e o envio das primeiras tropas a frente. Muito embora entre os expedicionários combatentes se formasse um consenso no decorrer e após o conflito de que somente o combate é adequadamente capaz de preparar um soldado, independente da qualidade do treinamento recebido anteriormente.

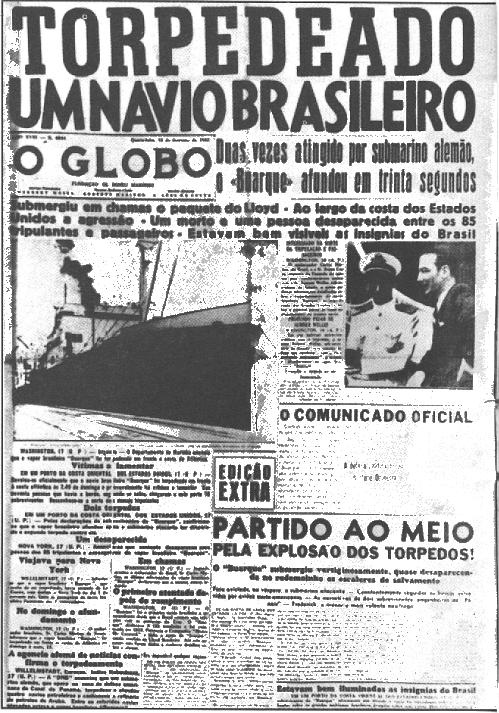
Manchete do jornal O Globo noticiando o afundamento do Buarque.

Embora o Brasil já tivesse declarado guerra, estava despreparado para a natureza fluida daquele conflito. A Aeronáutica estava apenas começando a se modernizar, com a aquisição de aviões de fabricação americana. A Marinha tinha uma série de embarcações obsoletas, pouco aptas à guerra submarina de então (modalidade de combate ao qual mesmo as modernas marinhas britânica, americana e soviética só se adequariam a partir do final de 1942, início de 1943). Além de igualmente mal equipado, o Exército carregava ainda uma filosofia elitista arcaica e focada em reprimir movimentos políticos internos que pouco havia mudado desde o século XIX e que levara ao fracasso a tentativa de modernizar seus métodos de treinamento para o combate externo e filosofia de ação, entre o final da década de 1910 e o início da década de 1920, tentativa esta trazida por uma missão contratada ao exército francês.
Os brasileiros constituíam uma das vinte divisões aliadas presentes na frente italiana naquele momento, uma verdadeira torre de Babel, constituída por: norte-americanos (incluindo as tropas segregadas da 92ª divisão e do 442º regimento, ambas unidades de infantaria formadas respectivamente por afro-descendentes e nipo-descendentes, comandadas por oficiais brancos), italianos antifascistas, exilados europeus (poloneses, tchecos e gregos), tropas coloniais britânicas (canadenses, neozelandeses, australianos, sul-africanos, indianos, quenianos, judeus e árabes) e francesas (marroquinos, argelinos e senegaleses), em uma diversidade étnica que muito se assemelhava à da frente ocidental em 1918.
A FEB foi criada no dia 9 de agosto de 1943 através da Portaria Ministerial Nº 4 744, após o Brasil ter declarado guerra as potências do Eixo.

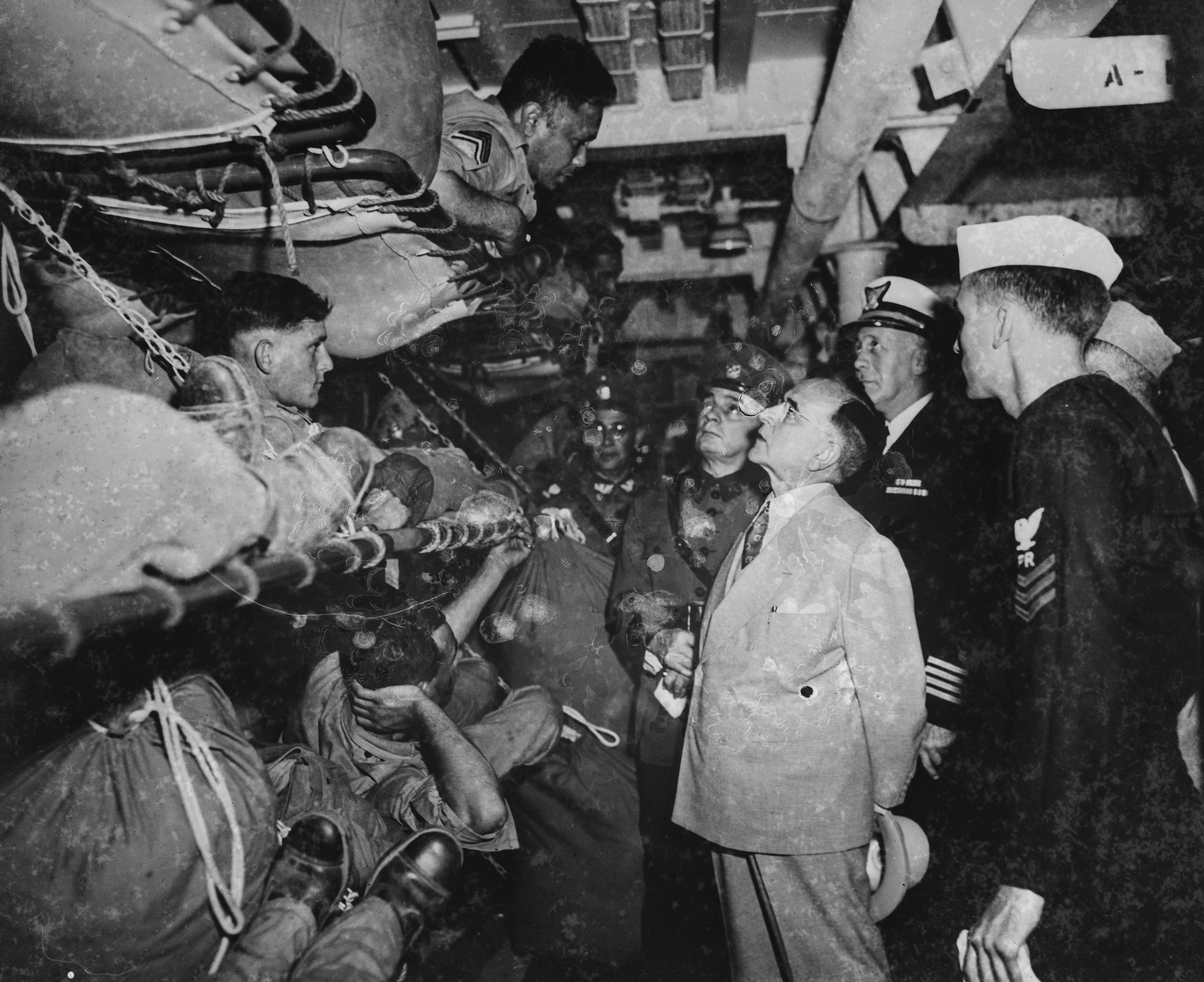
Presidente Getúlio Vargas visita soldados da FEB durante embarque para a Itália.

Segundo a denominação da época utilizada pelo exército americano; a composição dos elementos terrestres da FEB se subdividia em Três Regimentos de Infantaria (equivalente ao que se classifica contemporaneamente como Brigada). Estes eram: o 6º Regimento de Infantaria de  Caçapava, o 1º Regimento de Infantaria, baseado na então capital federal, Rio de Janeiro, e o 11º Regimento de Infantaria de São João del Rey. Dentro destes, no total se abrigavam nove companhias de fuzileiros.
A FEB também incluía um regimento de artilharia transportada por caminhões, o 9º Batalhão de Engenharia de Combate de Aquidauana, um Batalhão de Saúde, além de unidades de apoio e de Cavalaria, das quais se destacou o Esquadrão de Reconhecimento. A 1ª Divisão Brasileira foi integrada ao IV Corpo de Exército americano, sob o comando do general Willis D. Crittenberger, este por sua vez adscrito ao V Exército dos Estados Unidos comandado pelo general Mark W. Clark, que por sua vez estava inserido no XV Grupo de Exércitos Aliados.
Devido ao forte sexismo presente na sociedade brasileira da época, a participação de mulheres na FEB não era vista com bons olhos pelas autoridades, sendo desencorajada oficial e extraoficialmente até mesmo na retaguarda em setores essenciais como enfermaria, sendo que nesta houve tentativa de boicote não apenas masculino, por parte de médicos militares brasileiros, mas inclusive de mulheres que se encontravam em posição de influência na política nacional. Apesar do latente racismo de parte do alto oficialato da FEB e da própria doutrina de então do exército brasileiro referente à formação de oficiais, a mesma era ao final de 1944 a única força miscigenada não oficialmente segregacionista entre as tropas aliadas combatentes na Europa.

## Campanha

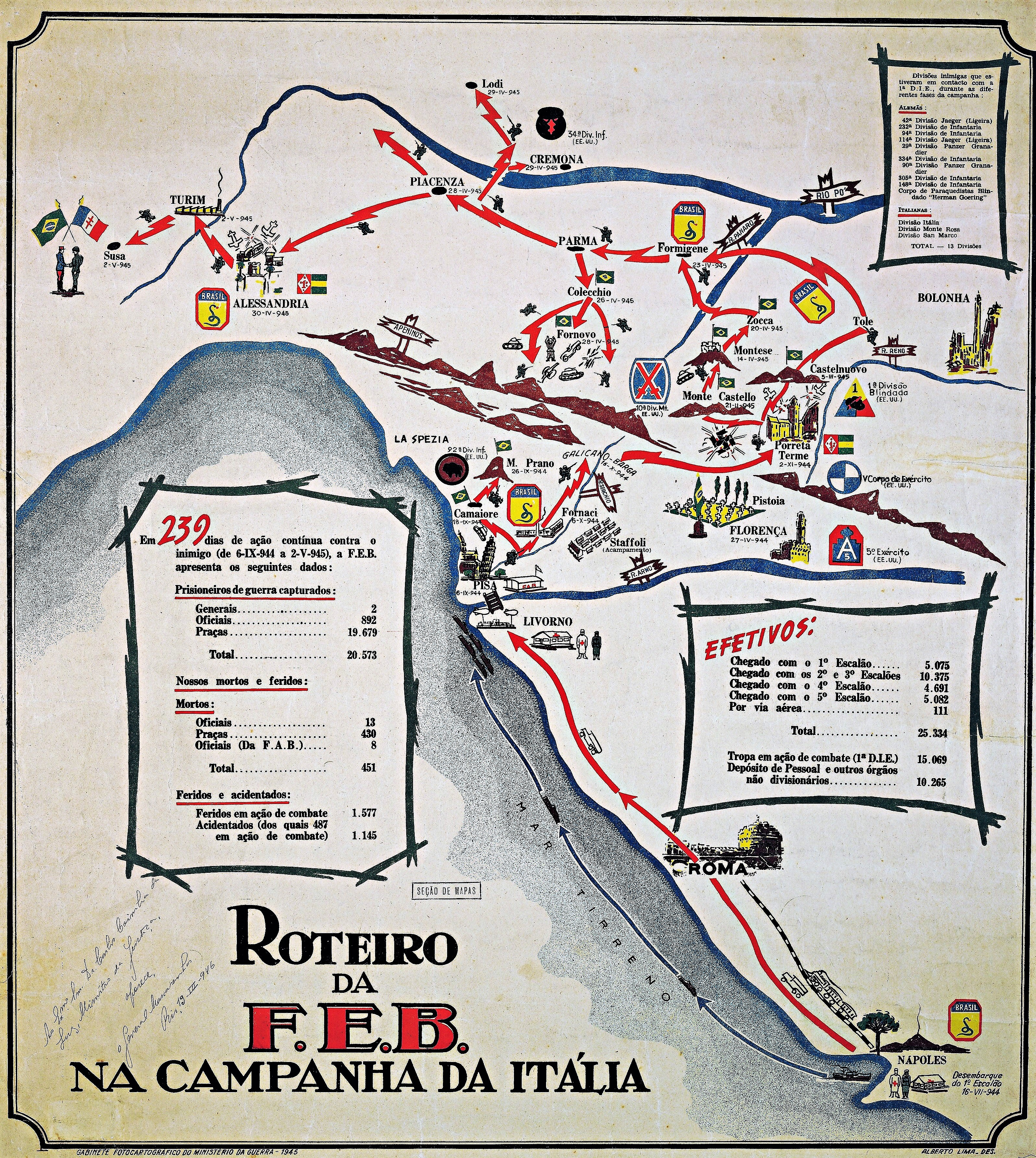
Roteiro da FEB na Campanha da Itália. Arquivo Nacional.

A 1ª etapa da campanha da FEB na Itália iniciou-se a partir de meados do mês de setembro de 1944; com seu primeiro contingente a chegar à Itália (o 6º regimento) atuando junto com o 371º regimento afro-americano e outras unidades americanas menores (principalmente as de apoio da 1ª divisão blindada), formando a Task Force 45, liberando da ocupação alemã o Vale do rio Serchio (ao norte da cidade de Lucca, datando desta época suas primeiras vitórias ainda em setembro, com as tomadas de Massarosa, Camaiore e Monte Prano), e a maior parte da região de Gallicano-Barga, onde sofreu seus primeiros reveses.
Posteriormente, a partir de novembro daquele ano, já atuando como uma Divisão completa; por seu desempenho na 1.ª etapa foi deslocada para o leste da ala do V Exército americano com a missão de expulsar dos Apeninos setentrionais as tropas alemãs que através do fogo de artilharia, dessas posições impediam o avanço dos aliados no setor principal da frente italiana sob responsabilidade do VIII Exército britânico (localizado entre o centro da Itália e o mar Adriático). Iniciava-se assim, a 2ª e mais longa etapa da FEB na Itália, quando é incumbida de tomar o complexo formado por Monte Castello, Belvedere e outros posições montanhosas em seus arredores, no espaço de alguns dias. Após algumas tentativas fracassadas nos meses de novembro e dezembro, ficou claro que para a obtenção do sucesso em tal empreitada seria necessário um ataque conjunto pelo efetivo de duas divisões simultaneamente a Belvedere, Della Torraccia, Monte Castello e a Castelnuovo di Vergato, o que mesmo assim, alertava o comando brasileiro, não poderia ser levado a cabo em menos de uma semana.
Durante o rigoroso inverno entre 1944 e 1945, nos Apeninos a FEB enfrentou temperaturas de até vinte graus negativos, não contando a sensação térmica. Muita neve, umidade e contínuos ataques de caráter exploratório por parte do inimigo, que através de pequenas escaramuças procurava tanto minar a resistência física, quanto a psicológica das tropas brasileiras, não acostumadas às baixas temperaturas. Condições climáticas e reações físicas se somavam aos mais de três meses de campanha ininterrupta, sem pausa para recuperação. Testou-se ainda possíveis pontos fracos no setor ocupado pelos brasileiros para uma contraofensiva no inverno. Entretanto, neste aspecto, a atitude involuntariamente agressiva das duas tentativas de tomar Monte Castello no final de 1944, somada à atitude voluntária de responder às incursões exploratórias do inimigo no território ocupado pela FEB, com incursões exploratórias da FEB realizadas em território inimigo, fez com que os alemães e seus aliados escolhessem outro setor da frente italiana, ocupada pela 92ª divisão estadunidense, para sua contraofensiva.
Entre o fim de fevereiro e meados de março de 1945, como havia sugerido o comandante da FEB, se deu a Operação Encore, um avanço em conjunto com a recém-chegada 10.ª divisão de montanha estadunidense. Assim, foram finalmente tomados, entre outras posições, por parte dos brasileiros: Monte Castello e Castelnuovo, enquanto os americanos tomavam: Belvedere e Della Torraccia. A conquista destas posições pela divisão brasileira e a divisão de montanha estadunidense neste setor secundário, mas vital, possibilitou o início da ofensiva final de primavera. Ofensiva na qual, ocorreu tanto a última etapa da campanha da FEB (quando a divisão brasileira travaria em Montese, o combate que lhe causou mais baixas num mesmo dia), como as forças sob o comando do VIII exército britânico, mais à leste no setor principal da frente italiana, após meses de combate, por se verem finalmente livres do pesado e constante fogo de artilharia inimiga (que partia dos pontos tomados pela 1ª divisão brasileira e 10ª de montanha americana), puderam avançar sobre Bolonha, ultrapassando as últimas posições da Linha Gótica.
Na 1ª semana de abril iniciou-se a fase final da ofensiva de primavera com o intuito de romper definitivamente esta linha de defesas, que recuara constantemente desde setembro do ano anterior, mas impedia o avanço das tropas aliadas na Itália rumo à Europa Central. No 1º dia da ofensiva no setor do IV Corpo do V Exército americano, ao qual a FEB estava incorporada (iniciada uma semana após o início da ofensiva no setor do VIII Exército britânico, que seguia sem progressos); após sem grandes dificuldades ter sustado o ataque aliado principal naquele setor, efetuado pela 10ª Divisão de Montanha americana, causando expressivas baixas naquela unidade estadunidense; os alemães cometeram um erro ao considerar o ataque da divisão brasileira à região de Montese (que neste ataque, além do apoio de blindados americanos, também utilizou seus próprios carros de combate M8, M4 e M10); como sendo o principal alvo aliado naquele setor; tendo por conta disso disparado somente contra a FEB cerca de 1,8 mil tiros de artilharia (64%) do total dos 2,8 mil tiros empregados contra todas as 4 divisões aliadas naquele setor da frente italiana, nos dias de luta que se seguiram pela posse daquela localidade (no que foi o combate mais sangrento travado pela FEB). Com a fracassada tentativa alemã de retomar Montese e o consequente avanço das tropas das 10ª Divisão de Montanha e 1ª Divisão Blindada estadunidenses, efetivou-se o desmoronamento das defesas germânicas naquele setor central, do ponto de vista geográfico, embora secundário estrategicamente, ficando claro a impossibilidade por parte das tropas alemãs de manterem a partir daquele momento a linha gótica, tanto no setor terciário a oeste, próximo ao Mar da Ligúria, quanto no setor principal à leste, próximo ao Mar Adriático.
Ainda nesta última etapa de sua campanha, em combates travados em Collecchio e Fornovo di Taro, em perfeita manobra e jogada ousada de seu comandante, os efetivos da FEB que se encontravam naquela região em inferioridade numérica cercaram e, após combates oriundos da infrutífera tentativa de rompimento do cerco por parte do inimigo seguidos de rápida negociação, obtiveram a rendição dos efetivos remanescentes de quatro divisões inimigas: uma alemã (a 148ª Divisão de Infantaria comandada pelo general Otto Fretter-Pico, e remanescentes da 90ª Panzergrenadier-Division) e duas italianas fascistas (a 1ª divisão bersaglieri "Italia", comandada pelo general Mario Carloni, e a 4ª divisão de montanha "Monte Rosa"). Isso impediu que essas unidades que (sob o abrigo e comando único da 148ª), se retiravam da região de La Spezia e Gênova (que havia sido liberada pela 92ª Divisão "Búfalo"), se unissem às forças ítalo-alemãs da Ligúria, que as esperavam para desfechar um contra-ataque contra as forças do V Exército americano, que avançavam, como é inevitável nestas situações, de forma rápida, porém difusa e descoordenada, inclusive do apoio aéreo, tendo deixado vários clarões em sua ala esquerda e na retaguarda. Muitas pontes ao longo do rio Pó foram deixadas intactas pelas forças nazifascistas com esse intento. O comando do Grupo de Exércitos C alemão, que já se encontrava em negociações de paz em Caserta há alguns dias com o comando Aliado na Itália, esperava com isso obter um triunfo a fim de conseguir melhores condições para rendição. Os acontecimentos em Fornovo di Taro involuntariamente impediram a execução de tal plano tanto pelo desfalque de tropas, como pelo atraso causado, o que aliado às notícias da morte de Hitler e a tomada final de Berlim pelas forças do Exército Vermelho, não deixou ao comando alemão outra opção senão ratificar a rápida rendição de suas tropas na Itália. Em sua arrancada final, a FEB ainda chegou a cidade de Turim, e em 2 de maio de 1945, na cidade de Susa, onde fez junção com as tropas francesas na fronteira franco-italiana.

### Saldo de Campanha

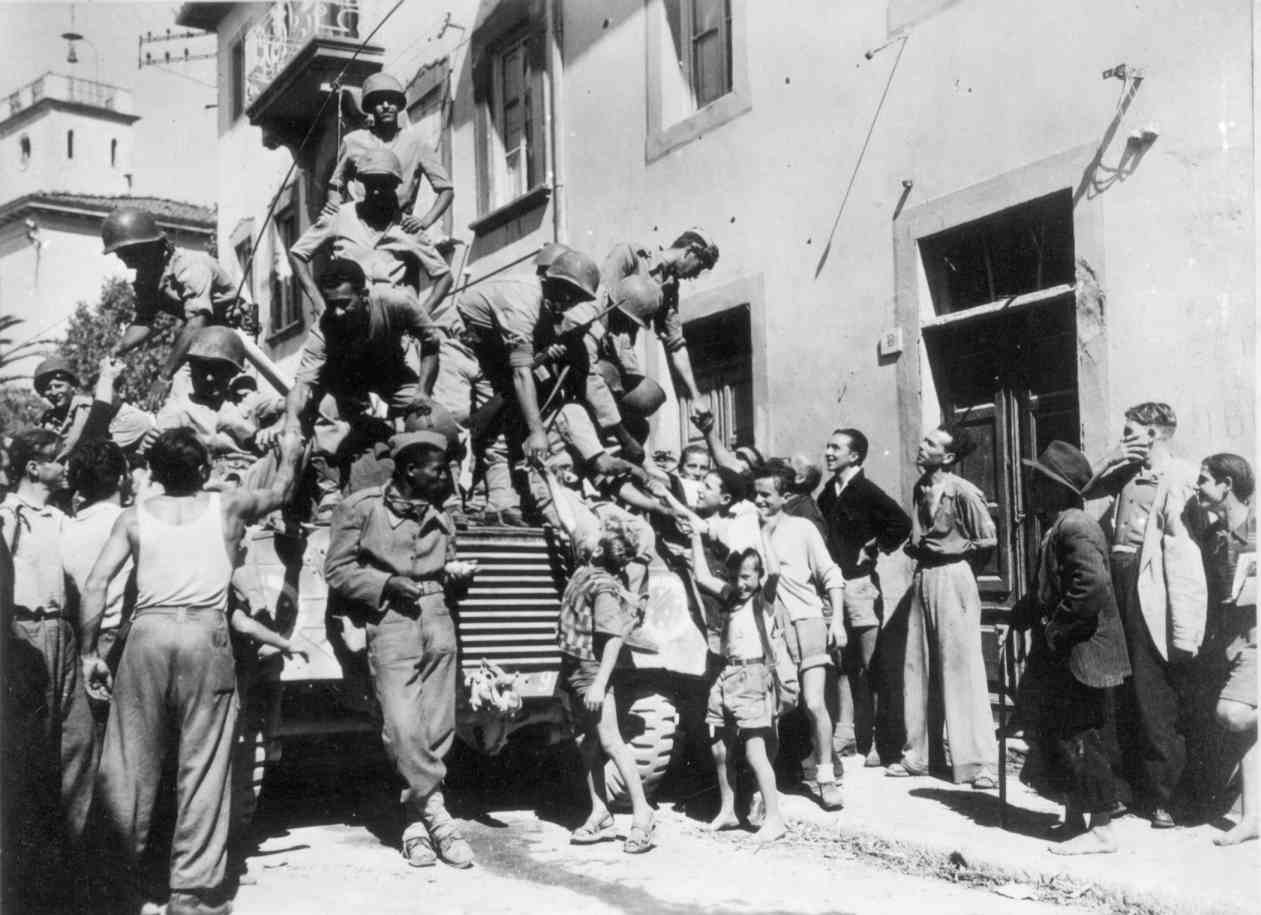
Soldados da FEB sendo saudados por moradores de Massarosa. Final de setembro, 1944.

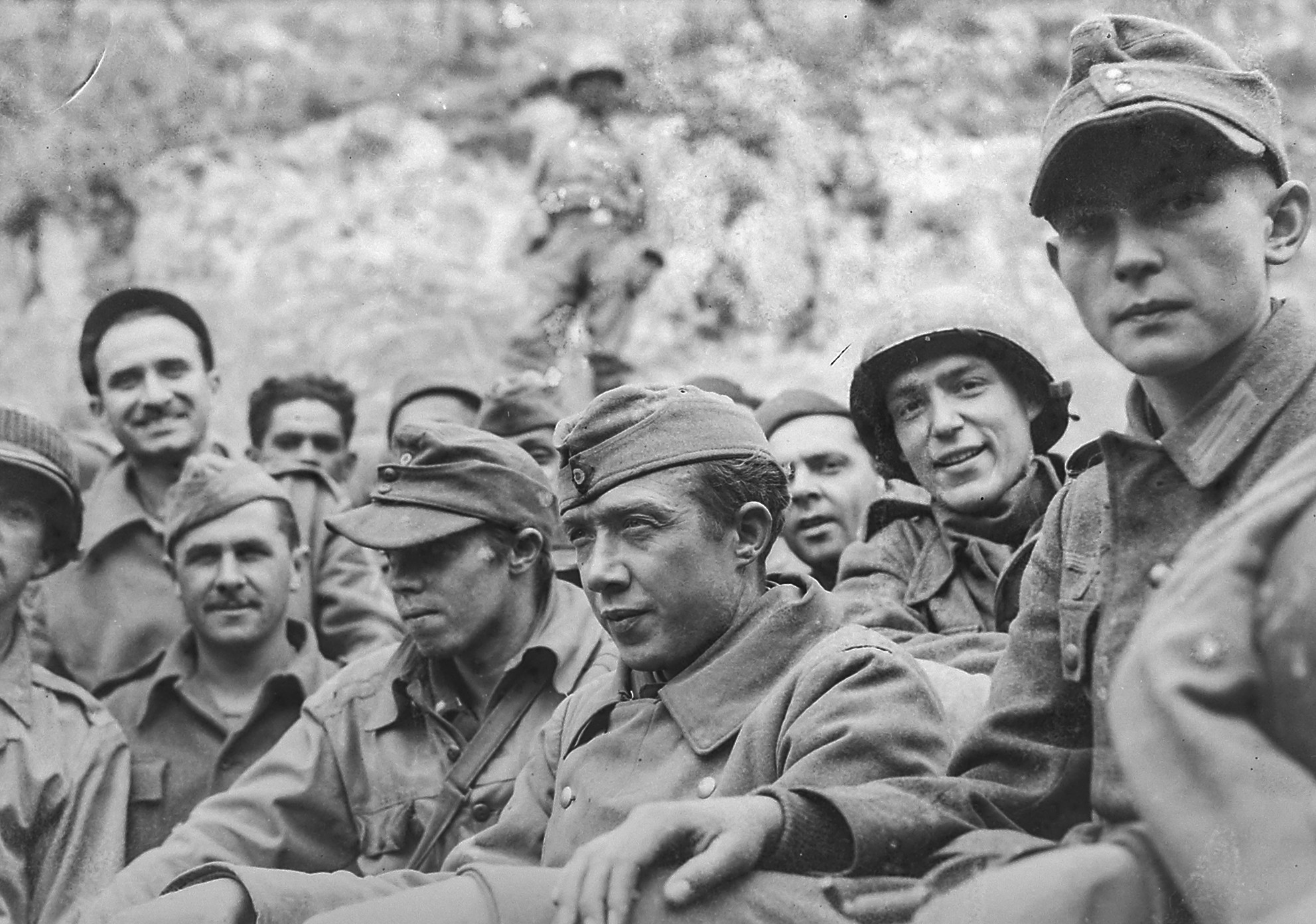
Soldados da FEB posando com prisioneiros alemães.

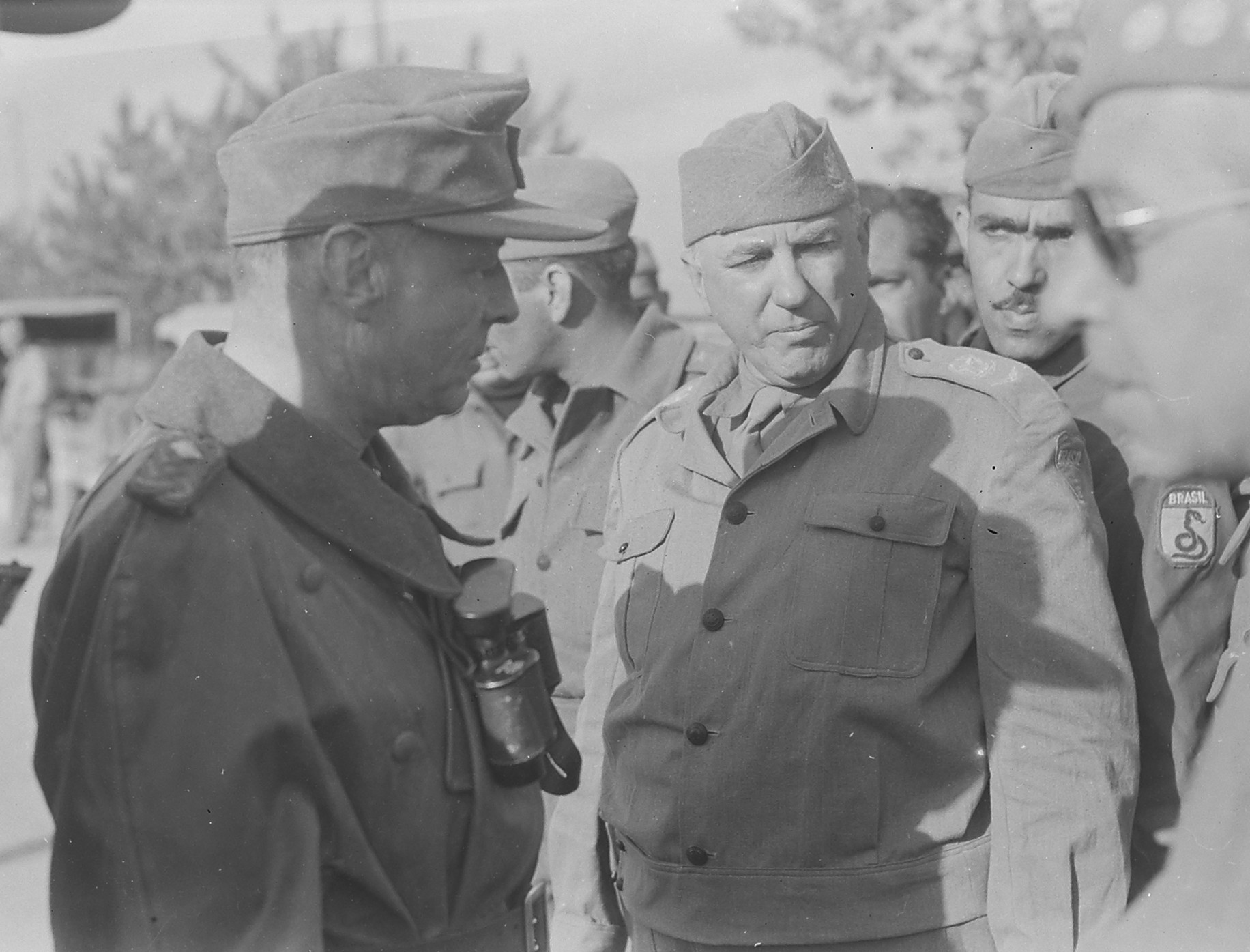
Rendição do Generalleutnant Otto Fretter-Pico, comandante da 148ª DI (esquerda, com binóculos), ao General Olympio Falconière da Cunha após a Batalha de Collecchio.

Antes da rendição das forças alemãs ser oficializada a 2 de maio de 1945, a 148ª divisão foi a única divisão alemã capturada integralmente, incluindo seu comando, por uma força aliada (no caso, a 1ª Divisão Brasileira) durante toda a campanha da Itália. Pois desde a invasão da Sicília em julho de 1943 até a ofensiva na primavera de 1945, todas as demais divisões alemãs, independente das perdas sofridas, conseguiram se retirar ao norte sem se renderem.
A FEB permaneceu ininterruptamente duzentos e trinta e nove dias em combate. Como exemplo de comparação, das quarenta e quatro divisões americanas que combateram nos teatros de operações do norte da África e Europa (frentes italiana e ocidental) entre novembro de 1942 e maio de 1945, apenas doze estiveram ininterruptamente mais dias em combate que a divisão brasileira.
O Brasil perdeu nesta campanha, mortos em ação, quatrocentos e cinquenta e quatro homens do exército, e cinco pilotos da força aérea. A divisão brasileira ainda teve cerca de duas mil mortes decorrentes dos ferimentos de combate, e mais de doze mil baixas em campanha por mutilação ou outras diversas causas incapacitantes para a continuidade no campo de batalha. Tendo assim, somadas as substituições, turnos e rodízios, dos cerca de vinte e cinco mil homens enviados, mais de vinte e dois mil participado das ações. O que, incluso mortos e incapacitados, deu uma média de 1,7 homens usados para cada posto de combate, um grau de aproveitamento apreciável se comparado ao de outras divisões que estiveram ao mesmo tempo em campanha em condições semelhantes. Ao final da campanha, a FEB havia aprisionado mais de vinte mil soldados inimigos, quatorze mil, setecentos e setenta e nove só em Fornovo di Taro, oitenta canhões, mil e quinhentas viaturas e quatro mil cavalos.
Com a recusa do então governo brasileiro ao convite do comando aliado em colaborar com tropas para a ocupação da Áustria, em 6 de junho de 1945, enquanto a divisão brasileira ainda atuava na ocupação pós-guerra das províncias de Piacenza, Lodi e Alessandria, o Ministério da Guerra ordenou que as unidades da FEB se subordinassem ao comandante da primeira região militar (1ª RM), sediada na cidade do Rio de Janeiro, o que, em última análise, significava a dissolução do contingente. Mesmo com sua desmobilização relâmpago, o regresso da FEB após o final da guerra contra o fascismo, ao longo do segundo semestre de 1945, ajudou a precipitar a queda de Getúlio Vargas e o fim do Estado Novo no Brasil.
Em 1960, as cinzas dos brasileiros mortos na campanha da Itália foram transladadas do cemitério de Pistoia para o Brasil, e hoje jazem no monumento aos mortos que foi erguido no Aterro do Flamengo, zona sul da cidade do Rio de Janeiro, em homenagem e lembrança aos sacrifícios dos mesmos.

## Força Aérea
Na campanha da Itália, a FAB atuou com duas unidades aéreas, a 1ª E.L.O., e o 1º Grupo de Aviação de Caça. O Esquadrão de caça teve abatidos dezesseis aviões, com morte em ação de cinco de seus aviadores, além da morte de mais três por acidentes. Apesar de, entre novembro de 1944 e abril de 1945, ter voado apenas 5% do total das missões efetuadas por todos os esquadrões sob o XXII comando aéreo tático aliado, neste período foi responsável (entre outras tarefas) pela destruição de 85% dos depósitos de munição, 36% dos depósitos de combustível, e 15% dos veículos motorizados (caminhões, tanques e locomotivas) inimigos destruídos por este comando aéreo aliado, tendo por este desempenho, recebido honrosa citação do congresso dos Estados Unidos. Já ao final da campanha, devido às baixas sofridas, estava reduzido ao tamanho padrão de um esquadrão convencional.
Embora tenha dado cobertura aérea à divisão brasileira em várias ocasiões, ao contrário da Esquadrilha de Reconhecimento aéreo (E.L.O.), o esquadrão de caças brasileiro não estava subordinado ao comando da FEB e sim (sendo um dos quatro esquadrões do 350º Grupo de caças da 62ª Ala da 12ª Força aérea do exército americano), subordinado ao XXII Comando Aéreo Tático Aliado.

### Sumário estatístico
| Total de missões executadas                  | 445       |
| Total de saídas ofensivas                    | 2 546     |
| Total de saídas defensivas                   | 4         |
| Total de horas de voo em operações de guerra | 5 465     |
| Total de horas de voo realizadas             | 6 144     |
| Total de bombas lançadas                     | 4 442     |
| Bombas incendiárias (FTI)                    | 166       |
| Bombas de fragmentação (260 lb)              | 16        |
| Bombas de fragmentação (90 lb)               | 72        |
| Bombas de demolição (1000 lb)                | 8         |
| Bombas de demolição (500 lb)                 | 4 180     |
| Total aproximado de tonelagem de bombas      | 1 010     |
| Total de munição calibre 50                  | 1 180 200 |
| Total de foguetes lançados                   | 850       |
| Total de litros de gasolina consumida        | 4 058 651 |

|                                          | Destruídos | Danificados |
| ---------------------------------------- | ---------- | ----------- |
| Aviões                                   | 2          | 9           |
| Locomotivas                              | 13         | 92          |
| Transportes motorizados                  | 1 304      | 686         |
| Vagões e carros tanques                  | 250        | 835         |
| Carros blindados                         | 8          | 13          |
| Viaturas de tração animal                | 79         | 19          |
| Pontes de estradas de ferro e de rodagem | 25         | 51          |
| Pontes em estradas de ferro e de rodagem | 412        | –           |
| Plataformas de triagem                   | 3          | –           |
| Edifícios ocupados pelo inimigo          | 144        | 94          |
| Acampamentos                             | 1          | 4           |
| Postos de comando                        | 2          | 2           |
| Posições de artilharia                   | 85         | 15          |
| Alojamentos                              | 3          | 8           |
| Fábricas                                 | 6          | 5           |
| Instalações diversas                     | 125        | 54          |
| Usinas elétricas                         | 5          | 4           |
| Depósitos de combustível e munição       | 31         | 15          |
| Depósitos de material                    | 11         | 1           |
| Refinarias                               | 3          | 2           |
| Estações de radar                        | –          | 2           |
| Embarcações                              | 19         | 52          |
| Navios                                   | –          | 1           |

## Marinha
A participação da Marinha do Brasil na Segunda Guerra Mundial não esteve diretamente ligada à FEB e à Campanha Italiana, pois esteve em grande parte engajada na Batalha do Atlântico. Os ataques navais do Eixo causaram quase 1,6 mil mortes, incluindo 500 civis, 470 marinheiros mercantes e 570 marinheiros da Marinha; cerca de um em cada sete marinheiros brasileiros morreria na campanha. Um total de 36 navios foram afundados pelos alemães, com mais três afundados (e 350 mortos) em naufrágios acidentais.
A principal tarefa da Marinha do Brasil era, em conjunto com os Aliados, garantir a segurança dos navios que navegavam entre o Atlântico central e sul até Gibraltar. Sozinha ou em coordenação com as forças aliadas, a Marinha do Brasil escoltou 614 comboios que protegeram 3.164 navios mercantes e de transporte de tropas.
Confirma-se que a Marinha do Brasil destruiu doze submarinos do Eixo ao longo de sua costa: o submarino italiano Archimede e os alemães U-128, U-161, U-164, U-199, U-507, U-513, U-590, U-591, U-598, U-604 e U-662.
Entre os navios de guerra perdidos pela Marinha do Brasil estavam o BZ Camaqua, que virou durante uma tempestade enquanto escoltava um comboio em julho de 1944, e o cruzador leve BZ Bahia devido a um acidente de artilharia; a maioria da tripulação deste último foi perdida. Dos três navios militares brasileiros perdidos durante a guerra, apenas o cargueiro Vital de Oliveira foi devido à ação de um submarino inimigo, sendo afundado pelo U-861 em 20 de julho de 1944.
Ao final da guerra, todo o comboio do Atlântico Sul havia sido entregue à Marinha do Brasil, liberando assim navios estadunidenses e britânicos para serviços urgentemente necessários em outros lugares.

### Frota brasileira durante a Segunda Guerra Mundial
| Classe                  | Navio                                                                               | Deslocamento     | Tipo                         | Origem         | Nota | Foto |
| ----------------------- | ----------------------------------------------------------------------------------- | ---------------- | ---------------------------- | -------------- | ---- | ---- |
| Classe Minas Geraes     | Minas Geraes São Paulo                                                              | 20.900 toneladas | Dreadnought                  | Reino Unido    |      |      |
| Classe Bahia            | Bahia Rio Grande do Sul                                                             | 3.100 toneladas  | Cruzador                     | Reino Unido    |      |      |
| Classe Marcílio Dias    | M1 Marcílio Dias M2 Mariz e Barros M3 Greenhalgh                                    | 1.900 toneladas  | Contratorpedeiro             | Estados Unidos |      |      |
| Classe Acasta           | Maranhão                                                                            | 950 toneladas    | Contratorpedeiro             | Reino Unido    |      |      |
| Classe Pará             | Piauí Mato Grosso Rio Grande do Norte Paraíba Santa Catarina Sergipe                | 570 toneladas    | Contratorpedeiro             | Reino Unido    |      |      |
| Classe Cannon           | Babitonga Baependi Benevente Beberibe Bocaina Bauru Bertioga Bracui                 | 1,500 toneladas  | Patrulha de contratorpedeiro | Estados Unidos |      |      |
| Classe Carioca          | C1 Carioca C2 Cananéia C3 Camocim C4 Cabedelo C5 Caravelas C6 Camaquã               | 818 toneladas    | Corveta                      | Brasil         |      |      |
| Classe Pernambuco       | Pernambuco Paraguassú                                                               | 650 toneladas    | Gunboat                      | Brasil         |      |      |
| PC461                   | G1 Guaporé G2 Gurupi G3 Guaíba G4 Guarupá G5 Guajará G6 Goiânia G7 Grajaú G8 Graúna | 450 toneladas    | Barco de patrulha            | Estados Unidos |      |      |
| Classe Perla            | S11 Tupy S12 Tymbira S13 Tamoyo                                                     | 1.450 toneladas  | Submarino                    | Itália         |      |      |
| Humayta-class submarine | Humaytá                                                                             | 1.900 toneladas  | Submarino                    | Itália         |      |      |

## Pós-guerra

### Associação dos Veteranos da FEB

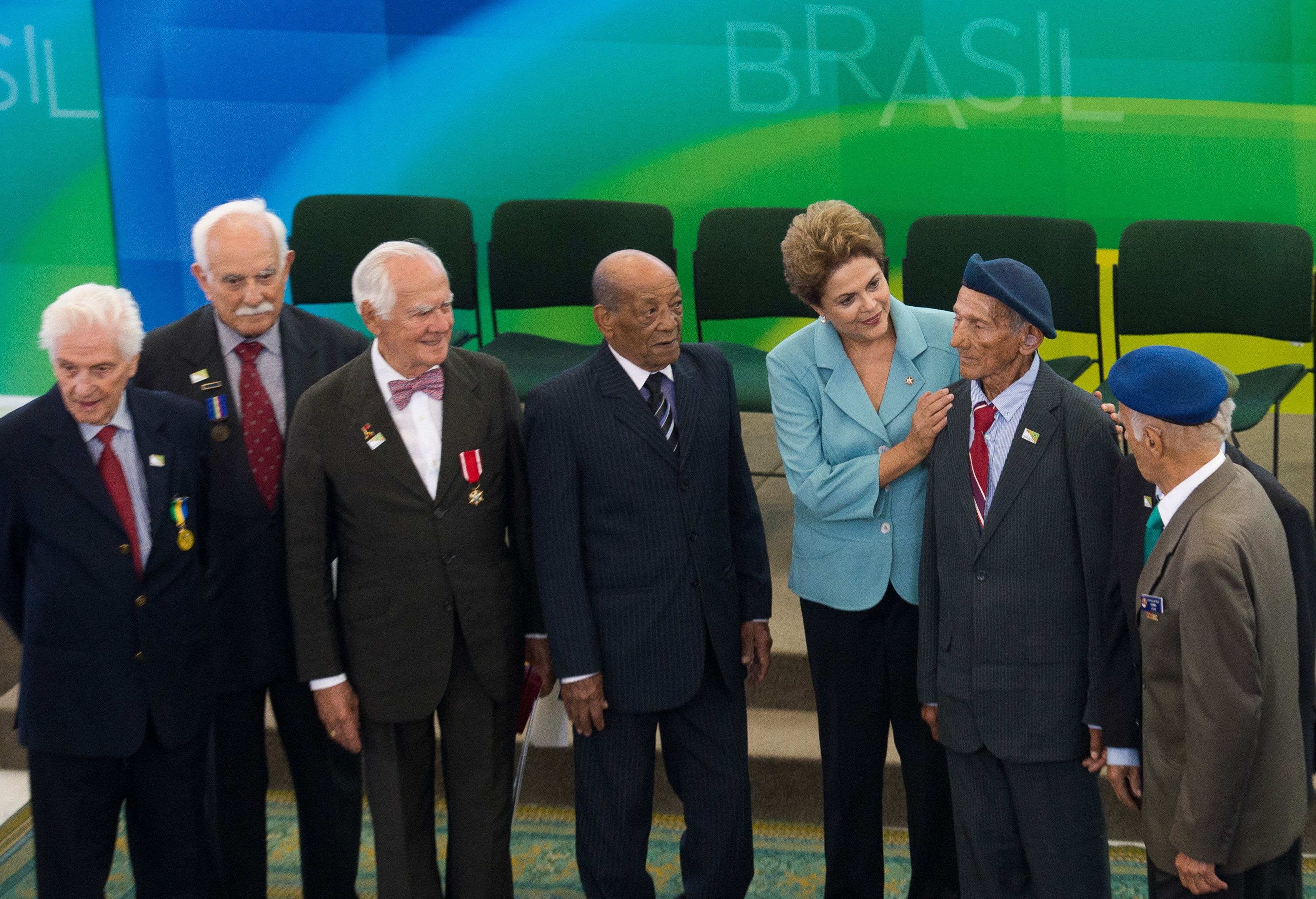
Veteranos se encontram com a ex-presidente Dilma Rousseff na cerimônia de comemoração pelos 70 anos do Dia da Vitória.

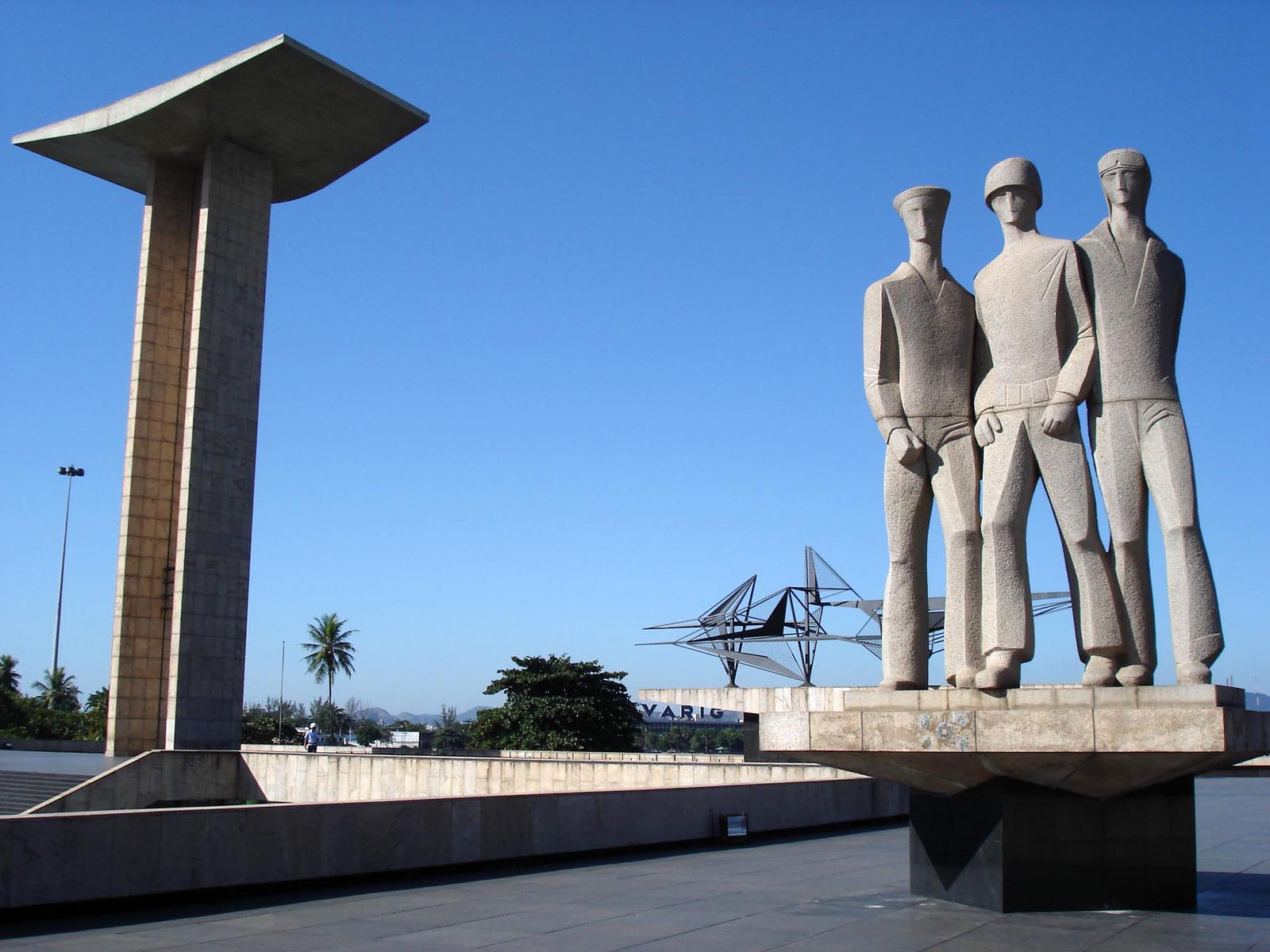
Monumento aos Mortos da Segunda Guerra Mundial, no Rio de Janeiro, no Brasil.

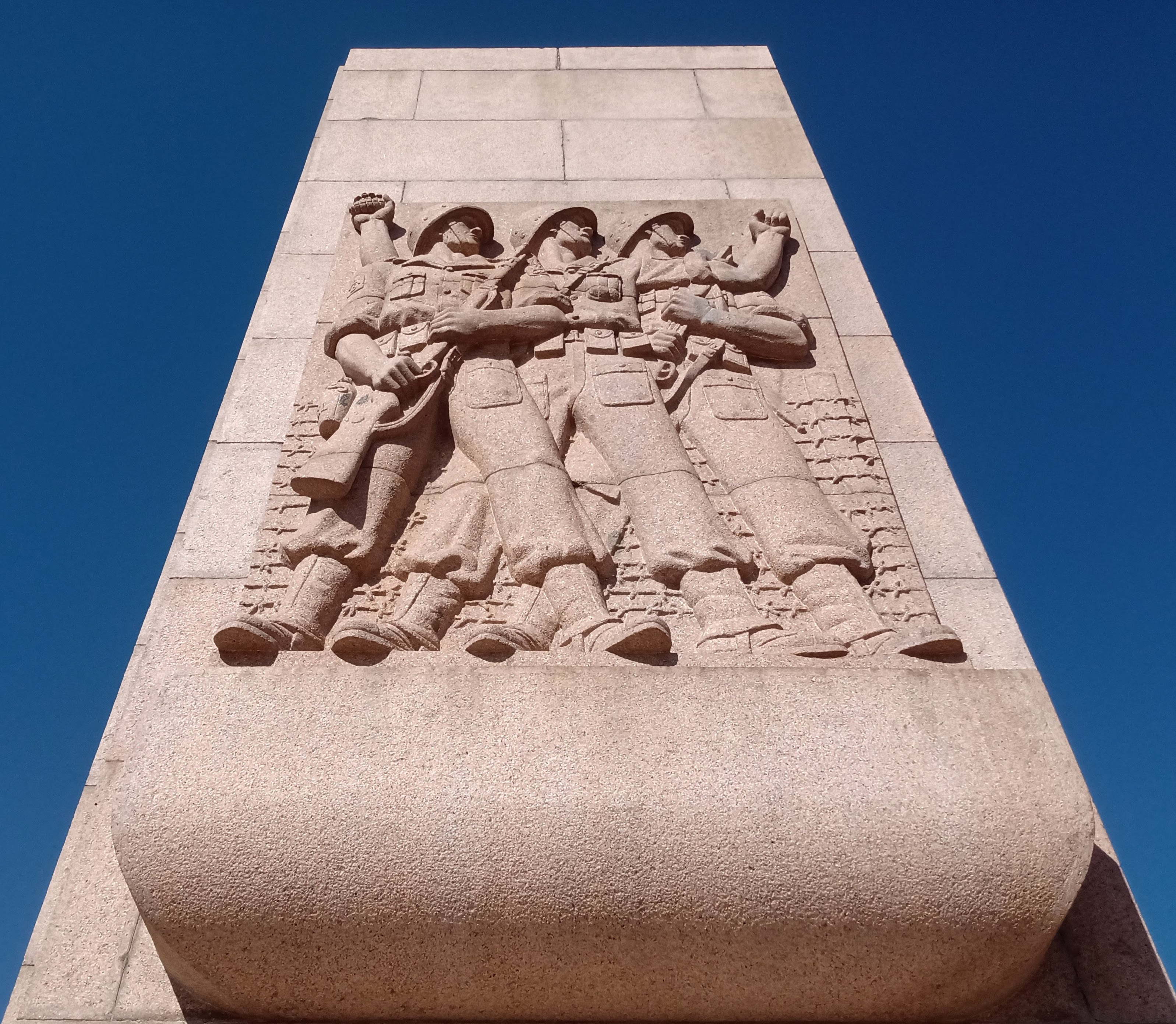
Detalhe do Monumento ao Expedicionário, no Parque Farroupilha, em Porto Alegre

A partir de Outubro de 1945, formaram-se as primeiras Associações de Ex-Combatentes. O não planejamento por parte das autoridades militares brasileiras da época, em relação a uma política de assistência e reintegração social de seus veteranos, em especial a grande maioria de civis sem alta qualificação profissional, colaborou para o crescimento de tais associações que, a partir da desvinculação deste objetivo do órgão público que havia sido criado para tal (a LBA), passaram a funcionar como único ponto de apoio social para os veteranos.
Entre 1946 e 1950, a disputa política entre grupos de veteranos comunistas e conservadores pela liderança nas Associações, que girou entre - se as Associações deveriam buscar uma maior participação na política nacional ou se ater às reivindicações imediatas dos veteranos; e que foi vencida pelos conservadores, com o apoio das lideranças militares da época, antecipou certas práticas que se tornariam padrão nas discussões de questões internas do Exército e demais Forças Armadas, nas décadas de 1950-1960.
Uma pensão aos veteranos que suprisse a sobrevivência veio apenas em 1988, com a Constituinte de 1988, quando todos os veteranos brasileiros sobreviventes da Segunda Guerra passaram a ter direito legal a uma compensação especial, equivalente à pensão deixada por um segundo-tenente do exército. Tal benefício não apenas se estendia também aos veteranos que não haviam estado nas campanhas da Itália ou do Atlântico, como não os diferenciava entre si ou daqueles que haviam servido no território continental brasileiro durante a guerra. O debate que o antecedeu, somado a ressentimentos acumulados em quatro décadas, também serviu para aumentar a rixa já existente entre veteranos que tiveram participação ativa nas campanhas citadas e aqueles que serviram na retaguarda.
No tempo decorrido entre o término da guerra e a concessão desta pensão, os veteranos conseguiram algumas pequenas vitórias, como o acesso ao funcionalismo público para os não analfabetos (o que excluía um número apreciável de veteranos), e a construção de um Conjunto Habitacional para ex-combatentes (no Bairro de Benfica), no Rio de Janeiro, inaugurado no início da década de 1960. Àqueles que não conseguiram se readaptar à vida civil, não tiveram outra alternativa que não a de "se virar", depender da caridade alheia, muitas vezes ficando na dependência das próprias associações, ou definhar.

### Condecorações da FEB
- Medalha de Guerra
- Medalha de Campanha
- Medalha Sangue do Brasil
- Cruz de Combate:
- - 1ª Classe
- - 2ª Classe

### Filmes e documentários
- Estrada 47 - é um filme de 2015 escrito e dirigido por Vicente Ferraz.
- A Cobra Fumou - documentário de 2003 sobre a FEB
- O Lapa Azul - documentário brasileiro de 2007 que relata as experiências dos pracinhas brasileiros, do III Batalhão do 11º Regimento de Infantaria da FEB durante a II Guerra.